# Phyllonemus brichardi
Phyllonemus brichardi är en fiskart som beskrevs av Risch, 1987. Phyllonemus brichardi ingår i släktet Phyllonemus och familjen Claroteidae. Inga underarter finns listade i Catalogue of Life.